# إيفجيني نابوكوف
إيفجيني فيكتوروفيتش نابوكوف (وُلد في 25 يوليو 1975) هو حارس مرمى هوكي جليد محترف سابق من كازاخستان وروسيا. لعب لصالح فرق سان خوسيه شاركس، ونيويورك آيلاندرز، وتامبا باي لايتنينج في دوري الهوكي الوطني، ولعب أيضاً لفرق توربيدو أست كامينوغورسك، ودينامو موسكو، وميتاليورغ ماغنيتوغورسك، و سانت بطرسبرغ في دوري السوبر الروسي ودوري الهوكي القاري من عام 1991 حتى 2015.